# Úplná teorie
V matematické logice se pojmem úplná teorie označuje teorie, která je bezesporná a jejíž každé rozšíření je sporné. V klasické logice to je ekvivalentní tvrzení, že pro každou sentenci {\displaystyle S} obsahuje {\displaystyle S} nebo {\displaystyle \neg S}.
Podle lemmatu Lindenbauma lze každou bezespornou teorii rozšířit na bezespornou úplnou teorii, tj.
{\displaystyle (\forall T\subseteq S)\operatorname {Cn} (T)\neq S\rightarrow (\exists U\subseteq S)T\subseteq U\land \operatorname {Cn} (U)\neq S\land (\forall V\subseteq S)U\subsetneq V\rightarrow \operatorname {Cn} (V)=S}
kde Cn je operátor konsekvence.